# Old Post Office Pavilion
Le Old Post Office Pavilion (en français pavillon de l'Ancienne poste), aussi connu sous le nom de Old Post Office and Clock Tower ou Old Post Office Building est un bâtiment situé dans le centre de Washington DC, à l'angle de la 12e rue et de Pennsylvania Avenue.  
Décidée en 1880 par le Congrès des États-Unis, sa construction débuta en 1892 pour servir de nouvelle poste de Washington et revitaliser le quartier entre la Maison-Blanche et le Capitole. Construit par l'architecte Willoughby J. Edbrooke, il est l'un des principaux représentants dans Washington du style roman richardsonien. Lors de son achèvement, il était le plus grand immeuble de bureaux de Washington et le premier immeuble fédéral sur Pennsylvanie Avenue. Son usage comme poste sera bref et après avoir failli être détruit au début des années 1970, il a été réhabilité et partagé entre un usage fédéral et commercial. Son vaste atrium abrite des boutiques, des bureaux fédéraux et des restaurants. 
En 2013, l’Administration des services généraux des États-Unis a loué le bien immobilier pour une durée de 60 ans à un consortium mené par DJT Holdings LLC, une holding appartenant à Donald J. Trump par le biais d’une fiducie révocable,,,. Le contrat de location prévoit qu'aucun « membre du Congrès, ou du gouvernement des États-Unis ne peut détenir une participation à ce contrat ou en bénéficier de quelque sorte »,. Donald Trump, devenu président des États-Unis est demeuré, après son investiture, l’actionnaire majoritaire de l'établissement, ce qui selon certaines critiques, risque de provoquer un conflit d’intérêts. 
Trump aménage le bâtiment en hôtel de luxe, le Trump International Hotel Washington, D.C. qui a ouvert ses portes en septembre 2016,,. 
Les rangers du National Park Service responsables du Pennsylvania Avenue National Historic Site proposent des visites guidées de la tour offrant une des vues les plus spectaculaires sur Washington DC.  